# Formosatettix baishuijiangensis
Formosatettix baishuijiangensis är en insektsart som beskrevs av Zheng, Z. 1999. Formosatettix baishuijiangensis ingår i släktet Formosatettix och familjen torngräshoppor. Inga underarter finns listade i Catalogue of Life.